# یواس‌اس چتم (ای‌کی-۱۶۹)
یواس‌اس چتم (ای‌کی-۱۶۹) (به انگلیسی: USS Chatham (AK-169)) یک کشتی بود که طول آن ۳۸۸ فوت ۸ اینچ (۱۱۸٫۴۷ متر) بود. این کشتی در سال ۱۹۴۴ ساخته شد.